# Abraham Moshe Brener
Abraham Moshe Brener (rabino Moisés Brener) (en hebreo: אברהם משה ברנר‎: ; nacido en Tyszowce, Polonia) era el gran rabino de Lima, Perú. Sirvió como gran rabino de Lima entre los años 1930 a 1962. Siguiendo su carga, el rabino Brener se mudó a Nueva York. Abraham Moshe Brener murió en Nueva York el 5 de enero de 1968 (4 Tevet 5728) y está enterrado en Israel.

## Perú

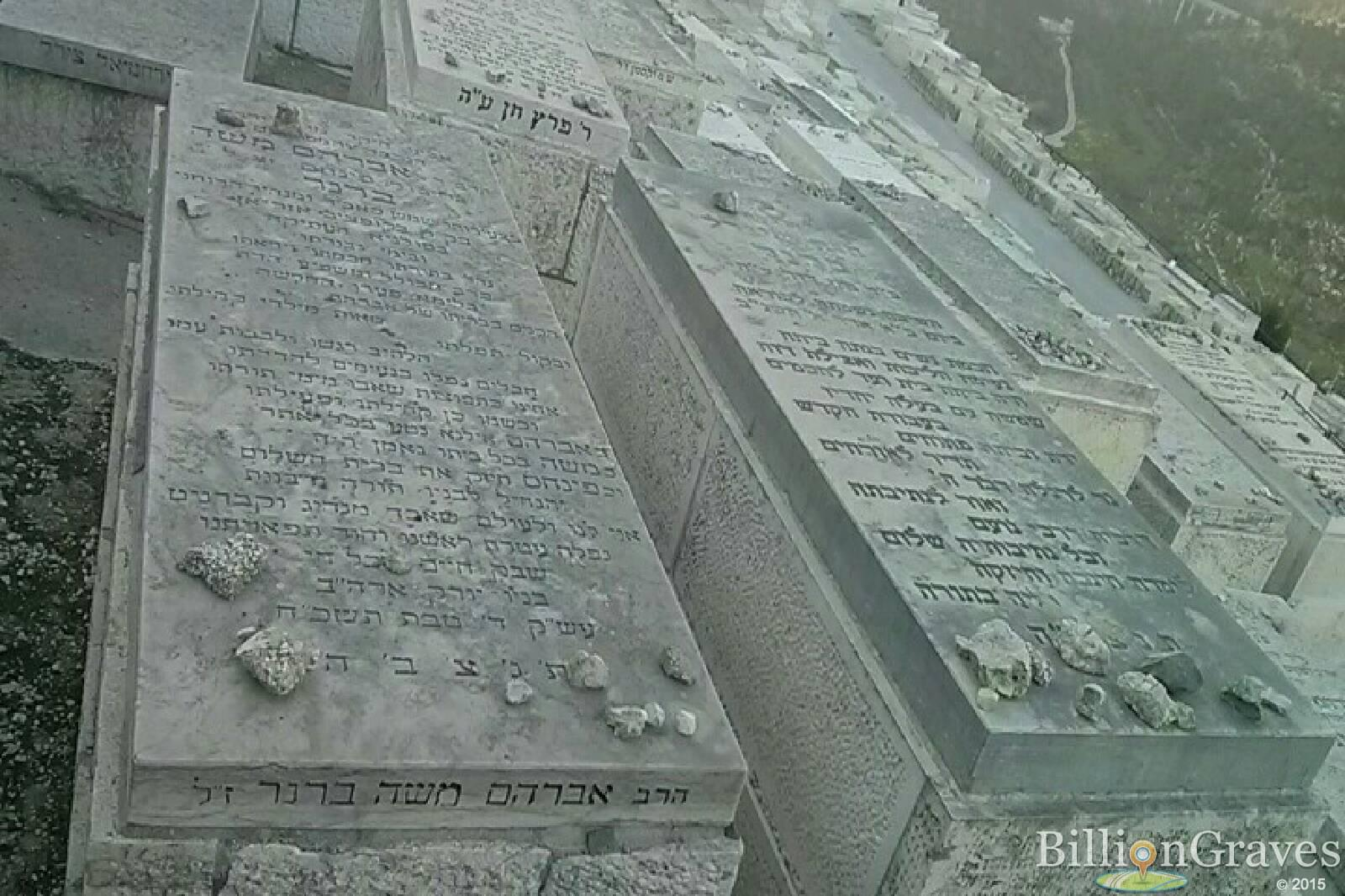
Tumba del rabino Abraham Moshe Brener. Jerusalén, Israel.

En 1935, el rabino Brener llegó a Lima. Inicialmente, no fue oficialmente contratado por la comunidad, pero fue un experto mohel, shochet, y como cantor. Después de un tiempo corto, fue nombrado rabino principal. Junto con la conclusión de la construcción de su sinagoga propia (La Unión Israelita) en 1934, la comunidad devenía una institución organizada y oficial. Entre las décadas de 1950 y 1960, miembros de La Unión Israelita crearon otras tres sinagogas: Malvas, Adat Israel, y Sharón. Rabino Brener Viajó a provincias diferentes a circumcisar bebes, y otros eran circumcisado en su casa cuándo  eran más viejos. El rabino Brener sirvió en Lima por 30 años hasta que, en 1962, se retiró y se mudó a Nueva York, donde falleció unos cuantos años más tarde. Su cuerpo está enterrado en Jerusalén, Israel.

## Familiar
Abraham Moshe Brener es el padre del rabino Pynchas Brener, el gran rabino asquenazí de Venezuela y embajador actual de Venezuela en Israel (nombrado por Juan Guaidó).